# Захисний опціон

Виплати при купівлі кол опціона, еквівалентний захисній пут позиції

Виплати при купівлі пут опціону, еквівалентні захисному колу

Захисний опціон або жонатий опціон — фінансова операція, за якою власник цінного паперу купує певний тип фінансового опціону, відомий як «колл» або «пут» забезпечуючи наявну в нього акцію, чи акцію, яку він/вона  вкоротили. Покупець захисного опціону сплачує компенсацію, або «премію», за цю транзакцію, яка може обмежити потенційні збитки його/її біржової позиції. Один захисний опціон купується на кожні сто акцій, які покупець бажає вбезпечити. Захисний опціон, створений опціоном пут для покриття акцій, якими володіє інвестор, називається захисним путом або жонатий пут, тоді як опціон, побудований колом для покриття вкорочених акцій, є захисним колом або жонатим колом. У стані рівноваги захисний пут матиме таку саму чисту виплату, як і звичайний кол, а захисний кол матиме таку ж чисту виплату, як і простий пут опціон.
Захисний опціон можна використовувати замість «стоп-лосс» , щоб обмежити збитки позиції акцій, особливо на ринку з швидкою динаміку. Хоча покупці захисного опціону повинні сплатити попередню вартість премії, перевага полягає в тому, що вони не можуть втратити більше грошей, ніж ціна виконання опціону, тоді як стоп-ордер може бути виконаний за ціною, нижчою за стоп-ціну. По-друге, стоп-лосс може спрацювати під час тимчасового відновлення або відкату акції безпосередньо перед тим, як вона знову повернеться до початкового напрямку, тоді як опціон може тривати через всю цю волатильність до дати закінчення терміну дії.